# Harnett megye
Harnett megye az Amerikai Egyesült Államokban, azon belül Észak-Karolina államban található. Megyeszékhelye Lillington, legnagyobb városa Dunn. Lakosainak száma 133 568 fő (2020. április 1.). Harnett megye Wake, Johnston, Sampson, Cumberland, Moore, Lee és Chatham megyékkel határos.

## Népesség
A megye népességének változása:
| Lakosok száma | 115 726 | 119 253 | 122 132 | 124 987 | 128 140 | 133 568 |
|               | 2010    | 2011    | 2012    | 2013    | 2015    | 2020    |